# Відвоювання Анголи
Відвоювання Анголи — військова кампанія що відбулася між португальськими та голландськими окупантами Анголи. Найважливішим епізодом кампанії була облога португальцями значно більшого голландського гарнізону Луанди.
У 1641 році Йохан Мауріц відправив експедицію під керівництвом адмірала Корнеліса Йола з Ресіфі що знаходиться в голландській Бразилії, щоб захопити столицю Анголи Луанду. Голландцям вдалося легко захопити Луанду в серпні через те що португальські війська знаходилися всередині країни під час кампанії проти Королівства Конго. Дві країни зайшли в безвихідь під час боротьби за Анголу, поки в 1648 році губернатор Ріо-де-Жанейро та Анголи Сальвадор де Са не досяг Луанди і, побачивши, що місто захищають голландські війська чисельністю 1200, взяв їх в облогу і повернув місто Португалії рівно через сім років після його втрати. Коли голландські війська чисельністю 300 солдатів повернулися з внутрішніх районів країни, з метою допомогти своєму гарнізону в Луанді, вони були змушені також здатися португальцям, але їхні союзні воїни королеви Нджінги вступили в бій проти португальців і також зазнали поразки. Зрештою, Сальвадор Коррейя де Са послав війська до Бенгели, де голландський гарнізон здався.
Він також відправив флот, що відбив архіпелаг Сан-Томе і Прінсіпі у голландців які були змушені залишити свою артилерію позаду.
Це стало вирішальною поразкою голландців, оскільки голландська Бразилія не могла вижити без рабів з Анголи. Кінець голландської присутності в Південній Америці (за винятком Гвіани) означав не тільки банкрутство WIC (Голландської Ост-Індійської Компанії), але й занепад більшої частини Західно-голландської імперії.